# 中西公
中西 公(なかにし いさお、1940年3月1日 - 2009年6月24日）は、日本の経営者。JCB社長を務めた。香川県出身。

## 経歴
1963年に神戸大学経済学部を卒業し、同年に三和銀行に入行。1989年6月に取締役に就任し、1992年12月に常務、1995年6月に専務を経て、1997年5月に副頭取に就任。1998年6月にJCB社長に就任し、2003年6月には特別顧問に就任。
2009年6月24日脳腫瘍のために死去。69歳没。